# Rubus jambosoides
Rubus jambosoides là loài thực vật có hoa trong họ Hoa hồng. Loài này được Hance miêu tả khoa học đầu tiên năm 1861.